# 金映玉
金映玉（英語：Young Oak Kim；1962年10月18日—），本姓崔（金為夫姓），是一位韓裔美籍政治家和商人，現任加利福尼亞州第40國會選區的眾議員，此前曾於2021年至2023年任第39國會選區的眾議員。在2020年美國眾議院選舉中，金映玉、朴銀珠和瑪麗蓮·斯特里克蘭成為首批當選美國國會議員的三位韓裔女性。 她和朴銀珠也是自金昌準後第一批當選國會議員的韓裔加州人。